# Danh sách ứng dụng Google cho Android
Danh sách các ứng dụng Google cho Android liệt kê các ứng dụng di động được phát triển bởi Google cho hệ điều hành Android (hệ điều hành) của hãng. Tất cả các ứng dụng này đều có thể tải về miễn phí từ Google Play. Một số các thiết bị này có thể được cài đặt sẵn trên một số thiết bị, tùy theo hãng sản xuất và phiên bản Android.
- Android Auto
- Android Webview
- Android TV Remote Control
- Google Camera
- Google Cardboard
- Chrome Dev
- Chrome Remote Desktop
- DoubleClick for Publishers
- Gmail
- Google+
- Google AdSense
- Google Allo
- Google Analytics
- Google Authenticator
- Google Calendar
- Google Camera
- Google Classroom
- Google Docs
- Google Drive
- Google Duo
- Google Earth
- Google Fiber
- Google Fit
- Google Gesture Search
- Google Goggles
- Google Handwriting Input
- Google Home
- Google Japanese Input
- Google Keep
- Gboard
- Google Maps
- Google My Business
- Google News & Weather
- Google Now Launcher
- Google Photos
- Google PDF Viewer
- Google Play Books
- Google Play Developer Console
- Google Play Music
- Google Play Movies & TV
- Google Play Newsstand
- Google Play Games
- Google Play Services (API)
- Google Search
- Google Sheets
- Google Slides
- Google Street View
- Google Talkback
- Google Text-to-Speech
- Google Translate
- Google Trips
- Google Voice
- Google Wallet
- Hangouts
- Intersection Explorer (giúp người khiếm thị khám phá khu vực xung quanh qua Google Maps)
- MyGlass (ứng dụng đồng hành cho Google Glass)
- Pixel Launcher
- Snapseed
- Google Assistant (Một phần của Google Now, nhưng có thể mở riêng)
- YouTube
- YouTube Creator Studio
- YouTube Gaming
- YouTube TV
- YouTube VR
- YouTube cho Google TV
- YouTube cho Android TV

## Đã ngừng
- Google Voice (Hangouts Dialer)
- Google Body
- Google Currents
- Google Maps Navigation
- Google Voice Search (đã sáp nhập với Google Now)
- Quickoffice
- Google Listen
- Google Reader
- MyTracks (đã ngừng sau khi ra mắt Google Fit)
- Scoreboard
- Google Finance